# The Sickness
The Sickness è il primo album in studio del gruppo musicale statunitense Disturbed, pubblicato il 7 marzo 2000 dalla Giant Records e Reprise Records.

## Descrizione
Il disco contiene soprattutto tracce di genere nu metal, stile che sarà parzialmente abbandonato nei dischi successivi. Nel 2010, per celebrare i dieci anni dalla pubblicazione del disco, ne è stata pubblicata una versione speciale intitolata The Sickness 10th Anniversary Edition, contenente alcune tracce bonus.
Nel 2018 l'album è stato certificato dalla RIAA cinque volte disco di platino, avendo venduto oltre 5 milioni di copie risultando l'album di maggiore successo del gruppo statunitense. Nel 2020 è stato nominato uno dei 20 migliori album metal del 2000 dalla rivista Metal Hammer.

## Tracce
Testi e musiche di David Draiman, Dan Donegan, Mike Wengren e Steve Kmak, eccetto dove indicato.
1. Voices – 3:11
2. The Game – 3:47
3. Stupify – 4:34
4. Down with the Sickness – 4:38
5. Violence Fetish – 3:23
6. Fear – 3:46
7. Numb – 3:44
8. Want – 3:52
9. Conflict – 4:35
10. Shout 2000 – 4:17 (Roland Orzabal, Ian Stanley, David Draiman, Dan Donegan, Mike Wengren, Steve Kmak)
11. Droppin' Plates – 3:49
12. Meaning of Life – 4:02

## The Sickness 10th Anniversary Edition
The Sickness (10th Anniversary Edition) é stato pubblicato il 23 marzo 2010 dalla Reprise Records e si tratta di un'edizione speciale di The Sickness, uscita per celebrare i 10 anni dalla pubblicazione del disco. L'album include tracce inedite, una copertina modificata e altri contenuti online. Questa versione venne pubblicata anche in vinile. Il chitarrista dei Disturbed, Dan Donegan, commentò riguardo alla ristampa: 

### Tracce
Testi e musiche di David Draiman, Dan Donegan, Mike Wengren e Steve Kmak, eccetto dove indicato.
1. Voices – 3:11
2. The Game – 3:47
3. Stupify – 4:34
4. Down with the Sickness – 4:38
5. Violence Fetish – 3:23
6. Fear – 3:46
7. Numb – 3:44
8. Want – 3:52
9. Conflict – 4:35
10. Shout 2000 – 4:17 (Roland Orzabal, Ian Stanley, David Draiman, Dan Donegan, Mike Wengren, Steve Kmak)
11. Droppin' Plates – 3:49
12. Meaning of Life – 4:02
13. God of the Mind – 3:05
14. A Welcome Burden – 3:31

## Formazione
Gruppo
- David Draiman – voce
- Dan Donegan – chitarra elettrica, elettronica, voce secondaria, programmazione
- Steve "Fuzz" Kmak – basso elettrico
- Mike Wengren – batteria, percussioni, programmazione

Produzione
- Johnny K – produttore
- Andy Wallace – missaggio (versione originale del 2000)
- Neal Avron – missaggio (versione del 2010)
- Howie Weinberg – mastering (versione originale del 2000)
- Ted Jensen – mastering (versione del 2010)

## Classifiche

### Classifiche settimanali
| Classifiche (2000-20) | Posizione massima |
| --------------------- | ----------------- |
| Australia             | 30                |
| Stati Uniti           | 29                |
| Ungheria              | 35                |

### Classifiche di fine anno
| Classifica (2000) | Posizione |
| ----------------- | --------- |
| Stati Uniti       | 133       |
| Classifica (2001) | Posizione |
| Stati Uniti       | 70        |